# شیرین هانتر

شیرین طهماسب یا شیرین هانتر (۱۹۴۵ در تبریز) استاد ایرانی-آمریکایی در دانشگاه جورج تاون است که در زمینه مقالات سیاسی به فعالیت مشغول است.
او یک متخصص در مسائل سیاسی ایران است و مواضع همسو با جمهوری اسلامی داشته و تا پیش از انقلاب ۵۷ ایران، عضو وزارت امور خارجه ایران بوده‌است و پس از آن به ایالات متحده نقل مکان نمود. وی به زبان‌های فارسی، انگلیسی، فرانسه و ترکی صحبت می‌کند.
اخیرا در موضعی اعلام کرده کریدور زنگزور ایران را در ضعیف ترین موقعیت ژئوپلتیکی قرار خواهد داد و ایران گزینه چندانی برای تغییر این وضعیت ندارد.

## کتاب‌ها
- Islam and Human Rights: Advancing a US-Muslim Dialogue (CSIS Press, 2005)
- Modernization, Democracy and Islam (Praeger 2005)
- Islam in Russia: the Politics of Identity and Security (M. E. Sharpe, 2004)
- Islam: Europe’s Second Religion (red. , Praeger, 2002)
- The Future of Islam-West Relations: Clash of Civilizations or Peaceful Coexistence? (CSIS/Praeger, 1998)
- Central Asia Since Independence (CSIS/Praeger, 1996)
- The Transcaucasus in Transition: Nation-Building and Conflict (CSIS/Westview Press, 1994)
- Iran After Khomeini (Praeger, 1992)
- Iran and the World: Continuity in a Revolutionary Decade (IUP, 1990)
- The Politics of Islamic Revivalism (editor, IUP, 1988)
- OPEC and the Third World: Politics of Aid (Indiana University Press, 198